# South Tongu
South Tongu is een district in de regio Volta in het zuiden van Ghana. Het district heeft een oppervlakte van 448 km² en een inwoneraantal van 64.852 (2002). De hoofdstad van het district is Sogakope.